# Richard Heidrich
Richard Heidrich (Lawalde, 27 luglio 1896 – Amburgo, 22 dicembre 1947) è stato un generale tedesco della Luftwaffe durante la seconda guerra mondiale.

## Biografia
Con lo scoppio della prima guerra mondiale si arruolò nell'esercito come volontario e prestò servizio nel'arma di fanteria, nel 102º reggimento, per poi raggiungere il fronte occidentale con il 182°.
Al termine del conflitto fece parte di un Freikorps (Corpo volontari) operante in Lituania. Poi fu destinato al 10º reggimento di fanteria e inviato alla Scuola di guerra nel 1925. Dopo aver fatto parte del 2º Gruppo d'artiglieria di marina, tornò al 10º reggimento di fanteria, dove per molti anni ebbe incarico alla scuola sottufficiali. Insegnò a Potsdam fino al '37, direttamente alle dipendenze di Rommel. Entrato nello Reichswehr, nel 1936 si unì alla prima compagnia di paracadutisti e prese il suo brevetto effettuando i sei lanci richiesti. Nel gennaio del 1939, promosso al grado di Major (maggiore), venne assegnato alla 7. Luftlandeddivison ma poi tornò all'esercito, dove creò il 514º reggimento di fanteria e allo scoppio della seconda guerra mondiale, con questo andò in Francia nel 1940.
Nel 1940 prese parte alla campagna in occidente, e promosso Oberst (colonnello), divenne comandante del 3. Fallschirmjäger Regiment (3. Reggimento paracadutisti): con tale unità prese parte alla Battaglia di Creta, e per l'audacia dimostrata durante tale operazione venne decorato, il 14 giugno 1941, con la Croce di Cavaliere della Croce di Ferro. In seguito, prese parte alle operazioni sul Fronte Orientale, in particolar modo all'assedio di Leningrado.
Promosso al grado di Generalmajor, il 1º maggio 1943 assunse il comando della 1. Fallschirmjäger Division, i famosi diavoli verdi, con cui prese parte alla Campagna d'Italia: promosso al grado di Generalleutnant per il suo ruolo nella battaglia di Monte Cassino, venne decorato, il 5 febbraio 1944, con le Foglie di Quercia, e il 25 marzo, con le Spade della Croce di Cavaliere.
Il 1º novembre 1944 Heidrich assunse il comando del 1. Fallschirm Korps, operante sempre in Italia, al cui comando si arrese il 2 maggio 1945.
Processato con l'accusa di crimini di guerra, fu rilasciato nell'estate del 1947. 
Colpito da una grave malattia, venne ricoverato all'ospedale di Amburgo-Bergedorf dove morì il 22 dicembre 1947.